# Heretic II
Heretic II é um jogo de fantasia sombria de tiro em terceira pessoa desenvolvido pela Raven Software e publicado pela Activision em 1998, continuando a história de Corvus, o personagem principal do jogo predecessor, Heretic. É o quarto jogo da série Hexen/Heretic, e se passa após a trilogia do "Cavaleiro da Serpente".
Usando uma versão modificada da Quake engine, o jogo apresenta um mix de câmera em terceira pessoa com ação em primeira pessoa, criando uma experiência inovadora para a época. Apesar de progressivo, esse foi um design controverso entre os fãs do jogo original, um popular jogo de tiro em primeira pessoa. A música foi composta por Kevin Schilder. Gerald Brom contribuiu com trabalhos conceituais para os personagens e criaturas do jogo. Este foi o único jogo da série Hexen/Heretic não relacionado com a id Software, com exceção da licença de uso da engine.
Heretic II teve port para Linux pela Loki Software, para Amiga pela Hyperion Entertainment, e Macintosh pela MacPlay.

## Enredo
Depois que Corvus retorna de seu exílio, ele descobre que uma praga misteriosa arrasou as terras de Parthoris, levando a sanidade daqueles que não matou. Corvus, o protagonista do primeiro jogo, é forçado a fugir de sua cidade natal, Silverspring, após ser atacado pelos infectados, sendo infectado no processo. Os efeitos da doença não avançam rapidamente em Corvus, que possui um dos "Tomos do Poder", mas ele ainda precisa encontrar uma cura antes de sucumbir à doença.
Sua busca o leva até um castelo no topo de uma montanha, onde encontra um Seraph ancião chamado Morcalavin. Morcalavin procura alcançar a imortalidade usando os sete "Tomos do Poder", mas ele tem um tomo falso, já que Corvus possui um dos verdadeiros. Isso foi o que levou Morcalavin à loucura e o fez criar a praga. Durante a batalha entre Corvus e Morcalavin, Corvus troca o falso tomo pelo verdadeiro, curando a insanidade de Morcalavin e acabando com a praga.

## Jogabilidade
O jogo consiste de várias fantasias medievais que ambientam a aventura de Corvus. A perspectiva em terceira pessoa e o ambiente tri-dimensional permitiu que os desenvolvedores introduzissem uma gama de novos movimentos, como escalada, salto de paredes, saltos com vara, em ambientes bem mais dinâmicos do que a engine do jogo original permitia.

## Desenvolvimento
Para a animação, o personagem principal Corvus recebeu foco no realismo e foi construído com um total de 1600 frames. Os objetos estáticos do mundo e animações simplificadas foram feitas com 3D Studio Max. A engine era capaz de mostrar mais de 4 mil polígonos na tela.
Após a aquisição da ZeniMax Media pela id Software em 2009, os direitos da série foram disputados entre a id e a Raven Software. Raven possuía os direitos de desenvolvimento, enquanto a id possuía os direitos de publicação dos predecessores de Heretic II. Até que ambas as empresas cheguem em um acordo, nenhuma poderá lançar um novo jogo da série.

## Recepção
Heretic II foi um fracasso comercial. De acordo com a PC Data, as vendas nos Estados Unidos totalizaram 28,994 unidades até abril de 1999. Steve Felsen da Activision culpou o fracasso no design do jogo, afirmando que "fãs de tiro em primeira pessoa, a audiência principal, ficaram longe devido à perspectiva em terceira pessoa".
Edge elogiou o jogo pela sua mistura de plataforma e ação shoot 'em up, afirmando que Heretic II é diferente o suficiente para se destacar de ambos os jogos de primeira e terceira pessoa.